# 岩手軽便鉄道7号形蒸気機関車
7号形は、かつて岩手軽便鉄道に在籍したタンク式蒸気機関車である。
なお、岩手軽便鉄道では形式を付与していなかったため、この呼称は便宜的に付与したものである。また、国有化に際しては別形式となったが、実質的に同形の9（後の鉄道省ケ239）についても、本項目で記述する。

## 概要
1916年（大正5年）、全通後輸送量が増加し、機関車の増備に迫られた岩手軽便鉄道が計画したもので、車軸配置0-6-0(6)の公称12トン級2気筒単式飽和式タンク機関車である。同年10月、大日本軌道鉄工部（後の雨宮製作所）で2両が製造され、7, 8と付番された。製造番号は7が111、8が142であったのが実見されている。当時は第一次世界大戦の最中であり、交戦国であるドイツ製品の輸入が途絶しており、国産品に頼らざるを得ない状況であった。
本形式の公称運転整備重量は12トンで、宇和島鉄道の4に形態も類似するが、各部の寸法は14 - 15トン級のものになっている。これは、当局の申請認可をスムーズに通すため、先に使用していたボールドウィン製12トン級の1 - 6と同じ数値で申告したものらしい。
1919年（大正8年）には、同形の9が増備されている。厳密にいうと、ボイラー容量が若干小さく、中心高さが51mm(2in)高かったが、実質的に7, 8とと同形であった。また、蒸気ドームの形状に差があり、7, 8は頂部が丸かったのに対し、9は平たかった。
岩手軽便鉄道は1936年（昭和11年）8月に国有化され、鉄道省の釜石線となったが、本形式もの省形式を与えられ、7, 8はケ237形（ケ237, ケ238）、9はケ239形（ケ239）に改番された。これらは改軌工事の進展により釜石線東部に移り、1950年（昭和25年）10月の工事終了まで、遠野 - 仙人峠間で使用された。廃車は、同年12月である。

## 主要諸元
- 全長：6,223mm
- 全高：3,200mm
- 軌間：762mm
- 車軸配置：0-6-0(C)
- 動輪直径：762mm
- 弁装置：ワルシャート式
- シリンダー（直径×行程）：231mm×356mm
- ボイラー圧力：11.2kg/cm2
- 火格子面積：0.53m2
- 全伝熱面積：23.04m2
- 機関車運転整備重量：12.19t
- 機関車動輪上重量（運転整備時）：12.19t
- ブレーキ方式：手ブレーキ